# Ahwahnechee

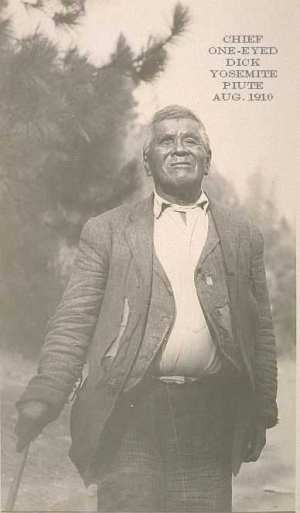
Chief George Dick.

Les Ahwahnechee (aussi appelés Ahwahnees et Ahwahneechee) sont un peuple amérindien qui vivait originellement dans la vallée de Yosemite. Ils sont ethniquement liés aux Païutes du nord qui font partie du peuple Mono. Leur héritage est largement présent dans le parc national Yosemite,.

## Histoire
Les Ahwahnechee ont habité dans la vallée de Yosemite pendant des siècles, peut-être même des millénaires. Ils la nommaient « Ahwahnee ». Les premiers contacts avec les Européens ont commencé à partir de 1833. L'explorateur Joseph R. Walker est probablement l'un des premiers à les avoir rencontrés lors de sa traversée de la Sierra Nevada d'est en ouest.
En 1850, un colon nommé James D. Savage installe son campement minier dans les contreforts de la vallée. Des relations se nouent entre les autochtones et les quelques hommes blancs de la région et bouleverse la vie de tous les Ahwahnechee. Plus tard la même année, ceux-ci attaquent le camp de Savage, pillent ses réserves et tuent deux de ces hommes. Cet évènement provoque un conflit connu sous le nom de « Mariposa War » qui oppose les amérindiens à la communauté minière du Comté de Mariposa durant toute la première moitié de l'année 1851. Les miliciens Californiens du « Mariposa Battalion », créé à l'occasion de ce conflit avec John D. Savage comme major, brûlent les villages Ahwahnechéens et pillent leurs réserves de nourriture.
La milice de Savage et le comité chargé de la question amérindienne à Washington tente alors d'organiser ou d'imposer la signature de traités de paix avec les tribus locales. Six acceptent la création de réserves ; les Ahwahnechee font partie de celles qui refusent, avec à leur tête leur chef Teneiya. Les troupes de Savage pénètrent alors pour la première fois plus profondément dans les montagnes du nord pour en chasser ses occupants et découvrent Ahwahnee, la vallée de Yosemite, dissimulée an altitude. Ils décident de lui donner le nom de Yosemite à la suggestion du docteur Lafayette H. Bunnell, pensant à tort que c'était le nom que lui donnait les amérindiens. Ils parviennent finalement au village mais les Ahwahnechee se cachent ou s'échappent. En mai de la même année, la milice organise une seconde expédition pour capturer Teneiya mais ils ne parviennent dans un premier temps qu'à faire prisonniers quelques guerriers, dont deux de ses fils qui sont abattus lors d'une tentative d'évasion. Le chef est finalement capturé, tout comme le reste de son groupe. Ils sont détenus dans la réserve de Frenso avant de parvenir à un accord pour retourner dans la vallée isolée.
En 1852, une expédition Mariposa issue des troupes fédérales américaines reçoit l’information que la communauté Ahwahnechee a tué deux mineurs euro-américains. Des troupes sont envoyées sur place et tuent cinq hommes. La tribu quitte la montagne vers le territoire Mono et cherche refuge chez leurs voisins Paiutes de l’est de la Californie. Il y restent un an, puis repartent, volant à cette occasion les chevaux de leurs hôtes qui les prennent en chasse, tuent leur chef, ne laissent que huit hommes en vie et capturent femmes et enfants.
Teneiya meurt donc en 1853. Il a encore des descendants à ce jour. L’opinion commune dit que le peuple Ahwahnechee de Yosemite se serait éteint dans au XIXe siècle ; cependant, le gouvernement fédéral des États-Unis a expulsé les peuples natifs du parc de Yosemite en 1851, 1906, 1929 et 1969. Jay Johnson, un chef Ahwahnechee du conseil amérindien de Mariposa, espère obtenir la reconnaissance du gouvernement fédéral de l'existence des indiens Yosemite.

## Aliments
Les Ahwahnechee réalisaient des brûlis contrôlés dans la vallée de Yosemite pour limiter la croissance des sous-bois et maintenir la population de chênes. Les glands des chênes noirs de Californie, à partir desquels il produisaient une farine après les avoir fait sécher sur des pierres au soleil, constituaient en effet plus de la moitié de leur nourriture.
Will Neely, naturaliste au Parc national de Yosemite, a créé une liste des plantes les plus consommées par les Ahwahnechee :
- Glands et graines : le chêne noir, le pin à sucre, le genévrier occidental, le chêne des canyons, le quercus wislizeni, le pin gris de Californie, le marronnier, et les pignons de pin ;
- Bulbes et racines comestibles : les tulipes Mariposa, le Brodiaea doré, le camas commun, Conopholis d'Amérique et le Perideridia bolanderi ;
- Parmi les légumes : la Perideridia bolanderi, le mimulus guttatus, le sarrasin nu (Eriogonum nudum), le chardon de Californie, le pourpier d'hiver, l’oseille, le trèfle, la rhubarbe indienne, l’aquilegia formosa et les heuchères ;
- Baies et des fruits : les fraises, les mûres, les framboises, la baie chapeau, les raisins sauvages, la groseille à maquereau, la groseille, la baie de sureau bleue, le cerisier de Virginie-Occidentale, la prune de Sierra, les atarctostaphyle à feuilles vertes.

## Noms de lieux
Quelques noms tribaux Ahwahnechee pour les régions autour la vallée de la Yosemite incluent les suivants :
- Ahwahnee : La vallée Yosemite
- Tissaack (Tis-se’-yak) : « Demi Dome » (Dome Sud) - qui signifie « Visage d’une jeune femme taché par les larmes » en référence aux rayons verticaux foncés tracés par les lichens[4].
- Loya : La Pierre Sentinelle
- Tutocanula ou Tutockahnulah : El Capitan
- Ahwiyah : Le lac Miroir
- Patillima ou Ernating Lawootoo : Glacier Point (« Le Point du Glacier »)
- Pohono : La chute du Voile de la Mariée
- Piwyack : Le lac Tenaya
- Yonapah : La chute Vernal
- Yowihe : La chute Nevada
- Mahtah : Le Plafond de Liberté[5]

## Homonymes
Les hôtel et village Ahwahneechee sont la reconstitution d’un village tribal du XIXe siècle dans la vallée de Yosemite. Ils tiennent leur nom de la tribu Ahwahneechee, de la même façon que les journées du Patrimoine Ahwahnee. Les deux localités californiennes Ahwahnee et Ahwahnee Estates sont aussi nommées d’après la tribu.